# Finer Feelings
"Finer Feelings" je pjesma australske pjevačice Kylie Minogue. Objavljena je kao posljednji singl s njenog četvrtog studijskog albuma Let's Get to It.

## O pjesmi
"Finer Feelings je pop-R&B-new jack swing balada koju su napisali Mike Stock i Pete Waterman. Trebala je biti objavljena kao sljedbenik prvome singlu, "Word Is Out", ali njeno objavljivanje je odgođeno zbog singla "If You Were with Me Now". "Finer Feelings" konačno se pojavila u travnju 1992. godine, remiksirali su je Brothers in Rhythm, no nije uspjela probiti se na prvih 10 mjesta, nego je dospjela do jedanaestog mjesta na britanskoj ljestvici singlova. U Australiji, "Finer Feelings" je postao Minoguein najniže plasiran singl na ljestvici tada, dospjevši na 60. mjesto. Ostao je njen jedini singl koji nije dospio na prvih 50 mjesta u Australiji idućih 11 godina, do objavljivanja singla "Get Outta My Way" 2010. godine koji je dospio na 69. mjesto iste ljestvice.  Romantični spot snimio je redatelj Dave Hongan ("What Do I Have to Do?", "Shocked") u centru Pariza u stilu 1930-tih i 1940-tih. "Finer Feelings" ostaje jedna od omiljenih pjesama Minogueinih obožavatelja i pjevala je dijelove te pjesme na turnejama KylieFever2002 i Showgirl Homecoming, iako nije uključena u kompilacijski album Ultimate Kylie. B strana "Closer" drugačija je pjesma od one istog naziva koja se pojavljuje na Minoguenom albumu Aphrodite iz 2010. godine.
Minogue je pjesmu izvodila na sljedećim koncertnim turnejama:
- Let's Get to It Tour
- KylieFever2002 (kao dio medleya "The Crying Game Ballad Medley")
- Showgirl: The Homecoming Tour (kratki uvod kojeg izvode pomoćni vokali tijekom dijela "Samsara")

Godine 2002., pjesmu "Finer Feelings" remiksirao je Project K iz Manchestera, potpuno promijenivši singl inačicu iz 1992. godine u dance pjesmu. To je postao najtraženiji neslužbeni remiks u Minogueinoj karijeri.
Godine 2006., neimenovani pjevač iz Manchestera Heaton objavio je vlastitu interpretaciju pjesme na internet kojoj je kasnije Project K dao istu remiks obradu.

## Popis pjesama
CD singl
1. "Finer Feelings" (Brothers in Rhythm 7" mix) – 3:47
2. "Finer Feelings" (Brothers in Rhythm 12" mix) – 6:47
3. "Finer Feelings" (original mix/albumska inačica) – 3:55
4. "Closer" (The Pleasure Mix)

Singl na kaseti
1. "Finer Feelings" (Brothers in Rhythm 7" mix) – 3:47
2. "Closer" (edit)

7-inčni singl
1. "Finer Feelings" (Brothers in Rhythm 7" mix) – 3:47
2. "Closer" (edit)

12-inčni singl
1. "Finer Feelings" (Brothers in Rhythm 12" mix) – 6:47
2. "Closer" (The Pleasure Mix)

## Top ljestvice
| Ljestvica (1992.)             | Najviša pozicija |
| ----------------------------- | ---------------- |
| Australian ARIA Singles Chart | 60               |
| Eurochart Hot 100 Singles     | 45               |
| German Singles Chart          | 61               |
| Ujedinjeno Kraljevstvo        | 11               |